# Penovskij rajon
Il Penovskij rajon (in russo Пеновский район?) è un rajon dell'Oblast' di Tver', nella Russia europea; il capoluogo è Peno. Istituito nel 1929, ricopre una superficie di 2.385 chilometri quadrati.